# قائمة أنواع الحسيك
يوجد عدة أنواع من جنس الحسيك:	 
- حسيك أبيض (الاسم العلمي: Arrhenatherum album)
- حسيك كالديري (الاسم العلمي: Arrhenatherum calderae)
- حسيك مرتفع (الاسم العلمي: Arrhenatherum elatius)
- حسيك كوتشي (الاسم العلمي: Arrhenatherum kotschyi)
- حسيك طويل الأوراق (الاسم العلمي: Arrhenatherum longifolium)
- حسيك فلسطيني (الاسم العلمي: Arrhenatherum palaestinum)
- حسيك باهت (الاسم العلمي: Arrhenatherum pallens)
- حسيك ظاهر العروق (الاسم العلمي: Arrhenatherum phaenoneuron)
- حسيك صخري (الاسم العلمي: Arrhenatherum rupestre)
- حسيك مترابط (الاسم العلمي: Arrhenatherum affine)
- حسيك ضيق الأوراق (الاسم العلمي: Arrhenatherum angustifolium)
- حسيك اليفي (الاسم العلمي: Arrhenatherum ilievii)
- حسيك متوسط (الاسم العلمي: Arrhenatherum intermedium)
- حسيك بولياني (الاسم العلمي: Arrhenatherum paulianum)
- حسيك براغ (الاسم العلمي: Arrhenatherum pragense)
- حسيك قليل الخشونة (الاسم العلمي: Arrhenatherum scabrinsculum)
- حسيك حرشفي (الاسم العلمي: Arrhenatherum scabrum)
- حسيك شبه كليل (الاسم العلمي: Arrhenatherum submuticum)
- حسيك حرجي (الاسم العلمي: Arrhenatherum sylvaticum)